# Anthony Rodriguez
Anthony Rodriguez, né le 4 novembre 1979 à Orléans dans le Loiret, est un judoka français évoluant dans la catégorie des moins de 81 kg (poids mi-moyens). Licencié au club de l'US Orléans judo, le Français est vice-champion du monde en 2007 dans cette catégorie. 

## Biographie
Le judoka se met en évidence dans les catégories juniors en devenant notamment vice-champion d'Europe en 1998. Rapidement présent dans les tournois majeurs seniors, il décroche quelques places d'honneur. Il est sélectionné en équipe de France pour le mondial par équipes 2002 lors duquel il participe à la troisième place du groupe. En 2005, après une première participation au tournoi européen, il est sélectionné pour les Mondiaux du Caire où il termine au pied du podium puisque battu lors du combat pour la médaille de bronze, après s'être hissé jusqu'en demi-finale. Deux ans plus tard, il se retrouve en concurrence avec Alain Schmitt pour la place de titulaire dans la catégorie des moins de 81 kg. Le comité de sélection de la fédération nationale le choisit finalement pour disputer ses seconds championnats du monde consécutifs. Pourtant, Rodriguez n'avait pas été titularisé lors des précédents championnats d'Europe au cours desquels Schmitt, alors titulaire, n'avait pas décroché de médaille. Lors de l'événement brésilien, il n'est battu que lors de la finale par le Brésilien Tiago Camilo mais il obtient sa première médaille dans un championnat international senior.
Lors de sa première participation aux Jeux olympiques en 2008 à Pékin, il échoue dès le premier tour contre le Cubain Oscar Cardenas.

## Palmarès

### Championnats du monde
- Championnats du monde 2005 au Caire (Égypte) :
  - 5e dans la catégorie des moins de 81 kg (poids mi-moyens).
- Championnats du monde 2007 à Rio de Janeiro (Brésil) :
  -  Médaille d'argent dans la catégorie des moins de 81 kg (poids mi-moyens).

### Championnats d'Europe
- Championnats d'Europe 2005 à Rotterdam (Pays-Bas) :
  - 5e dans la catégorie des moins de 81 kg (poids mi-moyens).

### Divers
- Par équipes :
  -  Médaille de bronze lors des Mondiaux par équipes en 2002 à Bâle (Suisse).
  -  Médaille de bronze lors des Mondiaux par équipes en 2006 à Paris (France).
- Juniors :
  -  Vice-champion d'Europe juniors en 1998 à Bucarest (Roumanie).